# Beuningen
Beuningen és un municipi de la província de Gelderland, al centre-oest dels Països Baixos. L'1 de gener del 2009 tenia 25.453 habitants repartits sobre una superfície de 47,17 km² (dels quals 3,32 km² corresponen a aigua). Limita al nord amb Neder-Betuwe i Overbetuwe, a l'oest amb Druten, a l'est amb Nimega i al sud amb Wijchen.

## Nuclis
- Beuningen (17.303 habitants)
- Ewijk (3.518 habitants)
- Weurt (2.415 habitants)
- Winssen (2.086 habitants)

## Agermanaments
- Mikołów